# Piszczel (szklarstwo)

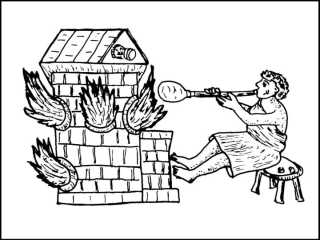
Średniowieczne przedstawienie użycia szklarskiego piszczela

Piszczel – jedno z narzędzi w hutnictwie szkła służące do ręcznego formowania wyrobów. 
Jest to długa dość cienka rurka, która na jednym końcu posiada ustnik a na drugim nabel wykonany ze stali żaroodpornej, w kształcie odwróconego stożka (rozszerza się na zewnątrz), nabel hutnik-szklarz zanurza w tyglu pieca, „przylepiając” w ten sposób kroplę roztopionej masy szklanej, do której wdmuchuje z drugiego końca powietrze z płuc cały czas obracając piszczelą i kształtując powstający na jej końcu pęcherz miękkiego szkła.